# Joan Enric Vives i Sicília
Joan-Enric Vives i Sicília (Barcelona, 24. srpnja 1949.) španjolski je katolički prelat koji služi kao urgelski biskup i ex officio suknez Andore od 2003. do 2025. godine. Ima osobni naslov nadbiskupa od 2019. godine.
Dana 12. srpnja 2024., malo prije nego što je Vives navršio 75 godina kada je morao podnijeti ostavku, papa Franjo imenovao je Josepa-Lluísa Serrano Pentinata biskupom koadjutorom Urgella, da naslijedi Vivesa kada njegova ostavka bude prihvaćena.